# Montmelas-Saint-Sorlin
Montmelas-Saint-Sorlin este o comună în departamentul Rhône din sud-estul Franței. În 2009 avea o populație de 359 de locuitori.

## Evoluția populației
| An        | 1975 | 1982 | 1990 | 1999 | 2006 | 2009 |
| --------- | ---- | ---- | ---- | ---- | ---- | ---- |
| Populație | 260  | 270  | 369  | 367  | 358  | 359  |